# Dendrocnide harveyi
Dendrocnide harveyi är en nässelväxtart som först beskrevs av Berthold Carl Seemann, och fick sitt nu gällande namn av Chew. Dendrocnide harveyi ingår i släktet Dendrocnide och familjen nässelväxter. Inga underarter finns listade i Catalogue of Life.